# Borka és a varázsruha
A Borka és a varázsruha magyar televíziós rajzfilm sorozat. A forgatókönyvet Gurmai Beáta írta, Benkovits Bálint rendezte, a zenéjét Pálvölgyi Balázs, Jelinek Balázs, Pálhegyi Máté, Pödör Bálint és Czingráber Eszter szerezte. Magyarországon 2014. december 31-én az M2-n adták le.

## Ismertető
A főszereplő, Borka, aki a szüleivel él együtt egy kis házikóban. A szülei szeretettel nevelik, és biztonságban él velük. A dédanyja egy hímzett ruhát hordott, amelyet dédunokája megörökölt tőle. A kislány ha ezt a ruhát felveszi, akkor csodákra képes, a család nemzedékeken keresztül felhalmozott ismerete által. Még olyankor is, ha van olyan dolog, amiben anyukája és apukája nem értenek egyet vele, és a nyugalmát megzavarják.

## Szereplők
- Borka – Kislány, akit boldogan él szüleivel, és a dédanyjától kapott hímzett ruhájával csodás dolgokra képes.
- Mama – Borka anyukája
- Papa – Borka apukája

## Epizódok
| #   | Eredeti cím                |
| --- | -------------------------- |
| 1.  | A veszekedő szülők         |
| 2.  | A kistestvérek             |
| 3.  | Meghalt a dédi             |
| 4.  | Borka fél a sötétben       |
| 5.  | Undok béka                 |
| 6.  | Adni jó                    |
| 7.  | Mari az új barát           |
| 8.  | Borka bárányhimlős         |
| 9.  | Az elfelejtett születésnap |
| 10. | A balettelőadás            |
| 11  | Az eltűnt nyaklánc         |
| 12. | Borka fél a víztől         |
| 13. | Az ígéret szép szó         |